# Gottfried Kirch
Gottfried Kirch, född 18 december 1639, död 25 juli 1710 i Berlin, var en tysk astronom.
Kirch började läsa astronomi i Jena och fortsatte studierna hos Jan Hevelius i Danzig. I Danzig byggde Kirch ett antal teleskop. Han kom här att bli först med att upptäcka en komet med teleskop. Kometen, 1680 års stora komet, har också kommit att kallas Kirchs komet. År 1686 flyttade Kirch till Leipzig, där han tillsammans med Christoph Arnold observerade detta års kometer. Han ägnade sig huvudsakligen åt utgivandet av kalendrar, tills han 1700 kallades till direktor för det nyinrättade observatoriet i Berlin. Han var en flitig observator och offentliggjorde en mängd undersökningar över kometer och variabla stjärnor med mera. Kirch upptäckte Vildandshopen och stjärnhopen M5. Många av hans arbeten utfördes i förening med hustrun Maria Margarethe Kirch, med sonen och efterträdaren Christfried Kirch och med döttrarna Christine Kirch och Margaretha Kirch.
Nedslagskratern Kirch på månen och asteroiden 6841 Gottfriedkirch är uppkallade efter honom.